# キンキンのサンデー・ラジオ
キンキンのサンデー・ラジオ（略してキンサン）とは文化放送で2006年4月9日から2009年2月15日まで、毎週日曜13:00 - 16:00（JST）に生放送されていたワイド番組である。

## 出演者
- パーソナリティ：愛川欽也（番組内では「キンキン」もしくは「欽也さん」と呼ばれている）
- アシスタント：伊藤佳子（愛川からは「佳子」と名前呼び捨てで呼ばれている）

## 番組タイムテーブル
- 13:00：オープニング→キンキンのフリートーク（オープニングトークが長いため、電話・ファックス・メールの呼び込みは10分以上経ってからになる事が多い）
- 13:10：今日のテーマ発表
- 13:15：今日の1曲目
- 13:20：今日のプレゼント商品発表/ひとくち伝言紹介その1
- 13:30：ドライブ・ユア・サンデー - リポーター・西野七海
- 13:40：ひとくち伝言紹介その2
- 13:52：天気予報、交通情報（日本道路交通情報センター）
- 13:55：フリータイム
- 14:00：今日のテーマおさらいほか
- 14:03：文化放送ニュース - 担当：野中直子（〜2007年6月）→吉田涙子（2007年7月〜2008年3月）→野中直子（2008年4月〜2009年2月）
- 14:10：クイズ なるほど! ザ・キンキン
  - 沿線クイズ - 2006年に実施。不正解の場合、「なるほど!ザ・ワールド」同様に「ハイ!消えた」の声がかかりそれに合わせて解答者との電話が切られる
  - ご当地クイズ - 2007年に実施。47都道府県を毎回1県ずつ、ご当地にちなんだクイズを出題。リスナーが正解するたびに現金5000円をプレゼント。不正解の場合は、解答者との電話は切られる
  - 2007年8〜12月は日本くだもの農協がスポンサーに付き、伊藤が日本くだもの大使となって季節のおいしい果物を紹介するミニ番組「伊藤佳子の果物imformation」が開始。さらに、10問ある問題のうち2問には現金5000円の他に季節の果物がプレゼントされる。正解者や該当する問題が出なかった場合は、クイズへ応募したリスナーの中から抽選でプレゼントされる
  - キンサン・ヒットパレード（2008年から番組終了まで実施）
- 14:25：やさしすぎるニュース - 愛川と週替わりコメンテーターが、世の中のニュースをわかりやすくするまで鋭く斬っていくコーナー
  - コメンテーター：二木啓孝（番組開始当初から。当初は毎週出演、2008年7月より第2・4週のみ）、森田実（2008年7月より。第1・3週）、川村晃司（2008年7月より。第5週がある月のみ）
- 14:45：ひとくち伝言紹介その3
- 14:50：デンタルビューティ（〜2006年7月）→文化放送ホームランナイター 今日の試合速報（担当・文化放送スポーツ部アナウンサー）
- 14:55：天気予報、交通情報（日本道路交通情報センター）
- 14:57：フリータイム
- 15:00：ひとくち伝言紹介その4
- 15:15：サウンドスパイラル（2007年4月〜）
- 15:25：ひとくち伝言紹介その5
- 15:30：当ててよキンキン! - 日曜日のこの時間帯での競馬中継コーナーは中断していたが本番組より復活。愛川が毎回賭けた金額を集計し年毎に収支を出しているが配当のリスナーへの還元は一切ない。予想を外した場合、愛川からコーナーを無理矢理フェードアウトさせようとする事もしばしばである。負けの多さから、番組末期にはコーナー名を冗談半分で変更しようとする傾向があった。
  - 中央競馬のメインレースを中継。関西地区のレースは、ラジオ大阪からネット受け。
  - リポーター：多和田弓子
  - 実況アナウンサー：長谷川太、松島茂、高橋将市（文化放送の競馬中継コーナーは、伝統的に解説者は設けていない）
- 15:45：プレゼント当選者発表
- 15:50：交通情報
- 15:52：エンディング

## 特別企画
- 2006年7月23日：社屋移転特別番組放送のため、放送休止。翌週の7月30日から浜松町・文化放送メディアプラスでの生放送。
- 2006年8月13日：茨城県水戸市の「キンキン農園」からの公開生放送。
- 2006年11月5日：短縮版でありながら、文化放送メディアプラスホール12階のホールから公開生放送。その席上で放送されるまでの間、「炭水化物友の会」の結成式も行なわれた。
- 2007年3月4日：「JAPANドラッグストアショー」が開催されていた幕張メッセから公開生放送。
- 2007年11月4日：短縮版でありながら、文化放送メディアプラスホールから公開生放送。
- 2008年3月2日：幕張メッセから公開生放送。
- 2008年11月2日：短縮版でありながら文化放送メディアプラスホールから公開生放送。
- 2008年12月21日：東京都板橋区の大山ハッピーロード商店街から公開生放送。
- 2009年1月18日：鬼怒川温泉あさやホテルから公開生放送。

## ファンクラブ
「炭水化物友の会」として設立、参加方法はハガキで番組宛に申し込むと後日会員番号が記載されている「会員証」が郵送された。

## 電話オペレーター
- 『サンデーSUPERキンキン』・『キンキンのサタデー・ラジオ』同様リスナーからの電話を大事にしており、スタジオには番組の電話オペレーター「キンキンガールズ」が待機している。
  - 2006年度は祝日のない月に「DoCoMo団塊倶楽部」が放送される場合に日曜14:00 - 16:00に放送された。この日のオペレーターは番組スタッフ2人による「キンキンボーイズ」。
  - 2007・2008年度「DoCoMo 団塊倶楽部」は、『吉井歌奈子 ミュージックトリップ』（土曜11:00 - 13:00）を休止して放送。『キンサン』は原則休止する事はない。

## 番組開始前の歴史
- 2005年11月5日から2006年3月25日まで、毎週土曜日19:00 - 21:00にナイターオフ番組として放送されていた『キンキンのサタデー・ラジオ』が時間帯移動して開始。
- 1980年代に放送されていた『キンキンのサタデー歌謡ベストテン』（土曜9:00 - 13:00）、『MAZDA トークタウンToday』（土曜13:00 - 15:00）、1994年4月〜1996年3月に放送された『一発逆転大放送! サンデーSUPERキンキン』（日曜10:00 - 17:45）からつらなる愛川による文化放送生ワイド番組である。

## メインスポンサー
- 番組開始 - 2008年12月：アロマ・リンパテラピー「ナチュレ・サージュ」。
- 2009年1月18日：鬼怒川温泉あさやホテル（2008年秋頃〜15時台交通情報スポンサーの鬼怒川温泉あさやホテルの全面協力による公開生放送が行われ、その日の放送は特別にメインスポンサーも担当した）

## 番組終了
- 2009年2月15日の番組冒頭で突然最終回にすることを愛川本人が発表した。
- 2009年の年明けからメインスポンサー無しの状態で番組が続けられていたが内部的には2009年4月から新番組へ移行し、当番組は2009年3月末での終了が決定していた。それを知った愛川は「4月から新番組が決まっていた。その事を僕が知ってしまった以上、1か月半もお通夜の様な放送はできない」と2009年2月15日の終了を決断した。そこで番組関係者から聴取率調査週間である翌週2009年2月22日を最終回としないかと打診を受けたが、愛川の「番組終了を発表後に、お通夜の様な放送を2回も出来ない」との気持ちにより終了を決めた。さらに「『11PM』が終わる時も『なるほど!ザ・ワールド』が終わる時も寂しく無かった。今回の様に腑に落ちないで番組を終わらせる事は今まで無かった」とも語った。そうした上で「（番組終了は）僕の、力不足です」と結論付けた（2009年2月15日の当番組にて愛川本人談）。また、当番組の存続の為に文化放送の営業のみならず愛川・うつみ宮土理夫妻も番組スポンサー探しをしていた事実を明かした。
- 番組公式サイトには愛川、伊藤の番組終了までの経緯等、放送当日の番組冒頭でのやり取りが掲載されていた（現在閉鎖）。
- 当日の新聞ラジオ欄に最終回の表示は無かった。
- 放送終了翌日の2009年2月16日、ワイドショー番組『情報ライブ ミヤネ屋』（読売テレビ制作・日本テレビ系）で「サンデーラジオ」打ち切りの話題が取り上げられ、「ミヤネ屋」に月曜コメンテーターとして出演するうつみ宮土理が番組打ち切りのことをコメントした。
- 2009年2月17日、文化放送の定例会見が行われ、その席で当時社長の三木明博がこの件を取り上げ「大変残念。降板は総合的な観点で検討し、スポンサーうんぬんがすべての原因じゃない。愛川さんの番組ということで、（聴取率に）かなり大きな期待を持っていたが、その期待値を超えなかった」と発言し、番組終了はスポンサー撤退以外の理由もあったことを説明している[1]。
- 番組開始当初「今までの番組は、自分の一存で辞めてきたが、今回はちゃんと完走したい」と述べていたが、結果的に歴史を繰り返す格好となってしまった。

## 番組公式サイト
- 番組開始以来1年1か月の間、番組公式サイトはなかったが、2007年5月に開設、放送終了翌日に閉鎖となった。